# Villa Wagner (Friedrichshafen)
Die Villa Wagner, auch als „Landhaus Wagner“ bezeichnet, ist eine denkmalgeschützte repräsentative Villa von 1964/65 in Spaltenstein, einem Ortsteil von Friedrichshafen im Bodenseekreis. Bauherr war Josef Wagner, der Gründer der J. Wagner GmbH in Markdorf.

## Baugeschichte
Im Gegensatz zum sonst am Bodensee landläufigen Heimatstil ließ sich Josef Wagner auf einem rund 8.000 m² großen Grundstück mit altem Baumbestand und Seesicht nach Plänen der Friedrichshafener Architekten Kurt Schliessmann und Klaus Sihler in den Jahren 1964/65 ein modernes, auf die Funktionen Wohnen und Repräsentieren ausgerichtetes, Haus errichten.
Beim Bau und der bis ins Detail durchgeplanten Ausstattung des Hauses mit exklusiven Materialien scheute er offenbar keine Kosten und holte sich namhafte Gestalter wie z. B. die Textilkünstlerin Lotte Hofmann oder die Maler und Bildhauer Fred Stelzig, Hans Model und Erich Hauser dazu.
Die Skulptur, die Erich Hauser für Josef Wagner gestaltete, empfand die Ehefrau Elisabeth Wagner nach Aussage des Architekten Kurt Schliessmann als zu aggressiv. Wagner stiftete die Skulptur der Bundesgartenschau 1977 in Stuttgart. Seitdem steht das Kunstwerk in einem Wasserbecken im Höhenpark Killesberg, südlich der berühmten Milchbar von Rolf Gutbrod. Der floral inszenierte Brunnen, der seitdem im Garten der Villa Wagner steht, darf keineswegs mit einem Werk von Erich Hauser verwechselt werden. Den parkähnlichen Garten gestaltete nach Abschluss der Bauarbeiten 1965 der Schweizer Gartenarchitekt Andreas Sulzer.
Einige Jahre nach dem Freitod Josef Wagners 1987 verkaufte die Firma Wagner als Erbin das Anwesen an eine Friedrichshafener Wohnbaugesellschaft, die sie ungenutzt ließ.
Erst als die Villa Wagner als Filmlocation für die Öffentlichkeit wieder sichtbar wurde, stellten die Stuttgarter Architekten Peter Klumpp und Veronika Kergaßner bei ihren Recherchen im Mai 2001 fest, dass bereits eine von den zuständigen Friedrichshafener Behörden genehmigte Umbauplanung vorlag. Mit der Erweiterung um ein Vollgeschoss, geneigtem Satteldach und Außenaufzug erkannten die beiden Stuttgarter Architekten einen erheblichen Eingriff in die Architekturqualität des Hauses. Es drohte die Entstellung des Werkes im Sinne des Urheberrechtsgesetzes.
Ende Mai 2001 informierte Veronika Kergaßner alle zuständigen Denkmalschutzbehörden, das Deutsche Nationalkomitee für Denkmalschutz sowie namhafte Architekturhistoriker. Wegen der bereits genehmigten Umbaupläne galt jedoch der Erhalt der Villa Wagner als unrealistisch. Erst die aufwändige Dokumentationsarbeit von Klumpp und Kergaßner über die Architekten und die beteiligten Künstler ließ die Obere Denkmalschutzbehörde in Tübingen aufmerksam werden.
Nachdem diese das Anwesen begutachtet hatte, wurde die Villa Wagner inklusive der Inneneinrichtung und den Außenanlagen 2002 als Sachgesamtheit unter Denkmalschutz gestellt.
Die Villa befand sich noch bis 2007 im Besitz der Wohnbaugesellschaft, die sie nach der Unterschutzstellung nicht mehr in ihrem Sinne umbauen und einer intensiven Nutzung zuführen konnte. Die bereits erteilte Baugenehmigung wurde aufgehoben. Damit war das Anwesen zwar zunächst vor groben Eingriffen geschützt, doch es fand sich kein neuer Nutzungsinteressent.
Erst als die Firma Wagner den 100. Geburtstag des Firmengründers in der Villa feierte, erkannten die Verantwortlichen den Wert von Architektur und Geschichte des Hauses. Die Firma J. Wagner GmbH kaufte es 2007 – nach 20 Jahren Leerstand – zurück und restaurierte es auf denkmalgerechte Weise. Seit Abschluss der Restaurierungsarbeiten 2010 befindet sich hier der Sitz der Josef-Wagner-Stiftung sowie Tagungsräume und Appartements für neue Firmenangehörige.

## Bedeutung
Der zweigeschossige Flachdachbau dokumentiert den weiter entwickelten Organischen Baustil der frühen 1960er Jahre mit seinem besonderen funktionalen Schnitt, der Verwendung einer zeittypischen Materialkombination aus Beton und Klinker sowie der Modernität im Gesamtkonzept mit vielen architektonischen und technischen Finessen innen und außen. Das Landhaus zeigt hier deutlich Anklänge an das Hanna-Honeycomb-House (1937–1962) des amerikanischen Architekten Frank Lloyd Wright, eines der wichtigsten Vertreter des Organischen Bauens. Zum anderen dokumentiert die Villa Wagner den Lebensstil eines wohlhabenden und vom technischen Fortschritt faszinierten Unternehmers in der Zeit des Wirtschaftswunders in Deutschland mit bemerkenswerter technischer Ausstattung, zwei Schwimmbädern, offenen Kaminen, verschieb- bzw. versenkbaren Wänden, Bar und Terrassen, festen Sitzgruppen, sowie Designer Ausstattung mit edlen Hölzern und Tapeten. Einzelne Ausstattungsstücke, wie zum Beispiel die Kaminverkleidungen oder die Haustüre ließ Wagner nach seinen Entwürfen in seinem Unternehmen anfertigen.
2010 erhielt die J. Wagner GmbH den Denkmalschutzpreis Baden-Württemberg für die beispielhafte Restaurierung dieses Kulturdenkmals der Nachkriegszeit.
Die Villa ist Station des Geschichtspfads Friedrichshafen; eine Tafel am Grundstück zeigt den Grundriss und gibt einen kurzen Überblick zu Baugeschichte und Ausstattung.